# 감곡면 (정읍시)
감곡면(甘谷面)은 대한민국 전북특별자치도 정읍시의 면이다.
면적은 41.57km2이고, 인구는 2024년 6월 30일을 기준으로 2,620명이다. 
감곡면은 백제시대 인의현, 고려시대 태산군에 속한 곳으로 이후 감산면, 은기동면, 사곡면으로 나뉘어 존재하다 1914년 소규모 면 통폐합계획에 따라 3개 면을 합하여 감산면(甘山面)의 감(甘)과 사곡면(沙谷面)의 곡(谷)을 따서 감곡면(甘谷面)으로 명명(命名)하였다. 1991. 01. 01일 유정리 학성마을을 학일, 학이마을로 분리하여 49개 마을이 되었으며, 정주시와 정읍군이 통폐합됨으로 1995. 01. 01일 정읍시 감곡면이 되었다.

## 연혁
- 백제 태인현 감산면, 은(기)동면, 사곡면
- 고려 태산군
- 조선 태인현, 감산면, 은(기)동면, 사곡면
- 1914. 4. 1. 정읍군 감곡면 (소규모 읍면동 통폐합 계획에 의거 감산면(甘山面)의 감(甘)자와 사곡면(師谷面)의 곡(谷)자를 합(合)하여 감곡면(甘山面)으로 명명(命名)
- 1986. 11. 1. 법정리 11리 49개 마을
- 1987. 1. 1. 행정구역 개편으로 산전 마을이 신태인읍으로 편입 48개 마을
- 1991. 1. 1. 행정분리 조정으로 학성마을이 학1, 학2 마을로 분리 현재 49개마을
- 1995. 1. 1. 시군통합으로 정읍군 감곡면에서 정읍시 감곡면
- 1995. 9. 30. 청사 신축 준공

## 문화재 및 관광 자원
- 영화세트장 - 진흥리 녹촌마을 일원 ( 영화 효자동 이발사(2004), 놈놈놈(2008) )
- 정읍 석점공소
- 정읍 옥신공소
- 정읍 방교리 고비군

## 행정 구역
| 법정리명       | 마을유래 | 자연마을 | 비고 |
| -------------- | --- | --- | ---- |
| 방교리(芳橋里) | 본래 태인군 은동면(銀洞面)구역인데, 1914년 행정구역 개편 때에 소일리(小一里), 이리(二里), 삼리(三里), 명당리(明堂里), 점촌(店村)과 사곡면(師谷面) 옥단동(玉丹洞), 천곡리(天谷里) 각 일부를 병합하여 방아다리가 있기 때문에 방교리라 하고, 정읍군 감곡면에 편입하였다.                                                       | 1) 원삼(元三) 마을 2) 횡룡(橫龍) 마을 3) 동곡(東谷) 마을 4) 오공(蜈蚣) 마을 5) 학당(學堂) 마을                                       |      |
| 진흥리(眞興里) | 본래 태인군 은동면(銀洞面)구역인데, 1914년 행정구역 개편 때에 산직촌(山直村), 대사리(大四里), 신흥리(新興里), 진교리(眞興里), 점촌(店村)과 군내면(郡內面) 여속리(餘粟里)각 일부를 병합하여, 진교와 신흥리의 약칭인 진흥리라 하고 정읍군 감곡면에 편입하였다.                                                                | 1) 석점(石店) 마을 2) 진농(眞農) 마을 3) 진산(眞山) 마을 4) 진교(眞橋) 마을 5) 소제(蘇提) 마을 6) 산지(山芝) 마을 7) 녹촌(綠村) 마을 |      |
| 대신리(大新里) | 본래 대체적으로 태인군 은동면(銀洞面)구역인데, 1914년 행정구역 개편때에 소사리(小四里), 신기리(新基里)와 감산면(甘山面) 팔리(八里), 대구리(大九里) 및 「사곡면」(師谷面) 신감리(新甘里)각 일부를 병합하여, 대구와 신기의 약칭 대신리라 하고, 정읍군 감곡면에 편입 하였다.                                                   | 1) 풍촌(豊村) 마을 2) 유치(油峙) 마을 3) 천촌(天村) 마을                                                                             |      |
| 통석리(通石里) | 본래 태인군 은동면(銀洞面) 구역인데, 1914년 행정구역 개편 때에,오리(五里), 육리(六里), 칠리(七里), 반곡리(盤谷里), 과신리(果新里), 팔리(八里), 대구리(大九里), 소구리(小九里), 반룡리(盤龍里) 각 일부를 병합하여, 이 지역의 다른 마을 이름을 통사(通司)와 석정(石亭)의 약칭으로 통석리라 하고, 정읍군 감곡면에 편입 하였다. | 1) 석정(石亭) 마을 2) 순촌(蓴村) 마을 3)과반(果盤) 마을 4) 녹동(鹿洞) 마을 5) 통사(通司) 마을                                        |      |
| 계룡리(桂龍里) | 본래 태인군 감산면(甘山面)구역인데, 1914년 행정구역 개편 때에 계봉리(桂峰里), 대삼리(大三里), 신삼리(新三里), 사리(四里), 반용리(盤龍里), 소이리(小二里)와 금구군(金溝郡) 수류면(水流面) 구암리(九岩里)각 일부를 병합하여 계봉 반용을 약칭한 계룡리라하고, 정읍군 감곡면에 편입하였다.                                      | 1) 반룡(般龍) 마을 2) 장무(長蕪) 마을 3)관봉(觀峰) 마을 4) 계봉(桂峰) 마을                                                           |      |
| 화봉리(花峰里) | 본래 태인군 은동면(銀洞面) 구역인데, 1914년 행정구역 개편 때에 일리(一里), 신기리(新基里)와 감산면(甘山面) 소이리(小二里), 반용리(盤用里) 및 사곡면(師谷面)의 신감리(新甘里), 회암리(回岩里)각 일부를 병합하여, 이 지역에 있는 화봉산의 이름을 따서 화봉리라 하고, 정읍군 감곡면에 편입 하였다.                             | 1) 천곡(天谷) 마을 2) 화삼(花三) 마을 3) 감산(甘山) 마을 4) 화일(花一) 마을                                                          |      |
| 유정리(儒丁里) | 본래 태인군 사곡면(師谷面) 구역인데, 1914년 행정구역 개편 때에 삼평리(三坪里), 북리(北里), 하송리(下松里)와 김제군 남면(南面) 만복리(萬福里) 각 일부를 병합하여, 중심마을 이름을 따서 삼평이라 하고, 정읍군 감곡면에 편입하였다.                                                                                            | 1) 상평(上坪) 마을 2) 신평(新坪) 마을 3) 중평(中坪) 마을 4) 하평(下坪) 마을                                                          |      |
| 삼평리(三坪里) | 본래 태인군 사곡면(師谷面) 구역인데, 1914년 행정구역 개편 때에 삼평리(三坪里), 북리(北里), 하송리(下松里)와 김제군 남면(南面) 만복리(萬福里) 각 일부를 병합하여, 중심마을 이름을 따서 삼평이라 하고, 정읍군 감곡면에 편입하였다.                                                                                            | 1) 상평(上坪) 마을 2) 신평(新坪) 마을 3) 중평(中坪) 마을 4) 하평(下坪) 마을                                                          |      |
| 용곽리(龍郭里) | 본래 태인군 사곡면(師谷面) 구역인데, 1914년 행정구역 개편을 통하여 상송리(上松里), 하곽리(下郭里), 산전리(山田里), 회룡리(回龍里), 하송리(下松里), 소칠리(小七里), 상곽리(上郭里)와 북촌면(北村面) 요동(寥洞)의 각 일부를 병합하여 회룡과 상, 하송 곽동을 약칭한 용곽리라 하고 정읍군 감곡면에 편입하였다.                  | 1) 상하송(上下松) 마을 2) 곽동(郭洞) 마을 3) 회암(回岩) 마을 4) 모산(帽山) 마을                                                      |      |
| 승방리(勝芳里) | 본래 태인군 사곡면(師谷面) 구역인데, 1914년 행정구역 개편 때에 원남리(元南里), 상곽리(上郭里), 원중리(元中里), 원당리(元堂里), 북리(北里)의 각 일부를 병합하여 이 지역에 있는 승방산(勝芳山)이름을 따서 승방리라 하고 정읍군 감곡면에 편입하였다.                                                                           | 1) 승북(勝北) 마을 2) 승산(勝山) 마을 3) 중남(中南) 마을 4) 방남(芳南) 마을                                                          |      |
| 오주리(五舟里) | 본래 태인군 사곡면(師谷面) 구역인데, 1914년 행정구역 개편 때에 오주리(五舟里)와 원중리(元中里)일부를 병합하여 오주리라 하고, 정읍군 감곡면에 편입하였다. | 1) 양오(陽五) 마을 2) 용오(龍五) 마을 3) 장촌(張村) 마을                                                                             |      |